# Троицкое (село, Переславский район)
Тро́ицкое (Великий Двор) — село в Пригородном сельском поселении Переславского района Ярославской области. Население на 1 января 2007 года — 12 человек.

## История
В 1712 году в этой деревне помещик князь Афанасий Фёдорович Шаховской построил церковь в честь святой Троицы. В 1736 году эта церковь оказалась уже весьма обветшавшей и по просьбе крестьян разрешено было построить новую церковь, которая и была освящена в 1737 году.
В 1764 году местный помещик Александр Филиппович Угрюмов построил каменную церковь, деревянная же церковь была им перевезена в село Горки. В 1808 году после того, как в селе Горках церковь сгорела и жители его расселились по разным местам, тот же помещик устроил придел в память Покровской в Горках церкви в церкви села Троицкого. Итак, престолов в церкви два: в холодной в честь святой Троицы, в приделе тёплом в честь Покрова Пресвятой Богородицы.
В селе с 1886 года была церковно-приходская школа.

## Население
| 1859 | 1905 |
| ---- | ---- |
| 74   | 134  |

| 1859 | 1905 | 1926 | 2007 | 2010 |
| ---- | ---- | ---- | ---- | ---- |
| 74   | ↗134 | ↗231 | ↘8   | ↗9   |